# Piotr Głowiński
Piotr Głowiński herbu Roch II – chorąży rawski w 1501 roku, poseł na sejm 1505 roku z województwa rawskiego.